# باباشاه احمد
باباشاه احمد (به کردی: باوه شامه‌ Bawe Şame)، روستایی است از توابع بخش گهواره و در شهرستان دالاهو استان کرمانشاه ایران.

## جمعیت
این روستا در دهستان گورانی قرار داشته و بر اساس سرشماری سال ۱۳۸۵ جمعیت آن (۲۹خانوار) ۱۲۲نفر
بوده‌است.